# Kriván
A Magas-Tátra főgerincéből a Csubrinánál kiágazó hatalmas szárnyvonulat végén, a Tátrának mintegy Ny. végváraként tör fel a magasba a Kriván (szlovákul Kriváň) ferde szarvú orma. Minden oldalról elszigetelten álló hatalmas tömege szabadon nő ki a tövében elterülő völgyekből és bárhonnan is nézzük, mindenfelől ugyanabban a jellegzetes, ÉNy felé meredeken lemetszett alakjában mutatkozik a szemlélő előtt.

## Fekvése

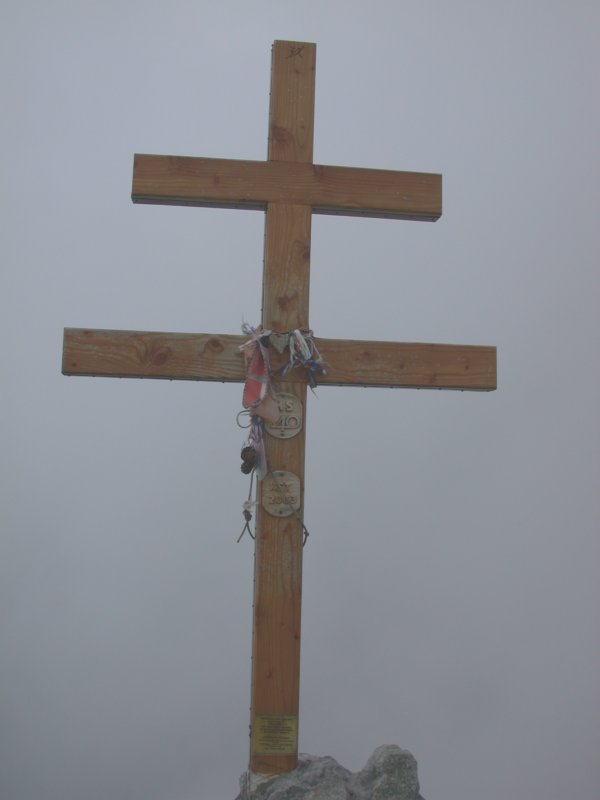
Kettőskereszt a csúcson

A Kriván ormából számos gerinc sugárzik ki. Ezek közük az ÉK majd K felé húzódó gerinc által – amely a Spara-hágóhoz ereszkedik – függ össze a Tátra hegyrendszerével. A D, DNy, Ny és ÉNy irányban ereszkedő oldalgerincek pillérek gyanánt támasztják a Kriván tömegét. A d. gerinc alsó részében mindinkább szélesedve, az ú. n. Pál-hátban fut ki. A dny. gerinc, amelyen két jellegzetes lépcső a Felső- és Alsó-Kriván-váll (Felső- és Alsó-Priehyba, 1992 m és 1775 m) nevet viseli, a Kis-hát (Grunik) (1575 m) erdőborította púpjában végződik; e gerincből D felé egy oldalnyúlvány ugrik elő, amely a Kriván-domb (Kopa, 1767 m) hegyes kúpját viseli. Ellentétben a D. és DNy. gerincek szelíd lejtésével, a Ny. és ény. gerincek tarajait vad letörések és tornyok tagolják. Az ék. gerinc kevéssel a csúcs alatt a Nefcer-völgy felé kitolt és ehhez óriási fallal letörő vállat alkot (Kriván-váll, kb. 2395 m). Ebben a gerinc két ágra, a K. és ÉNy. gerincre szakad.
Ezen oldalgerincek között mély völgyek nyomulnak a hegy testébe: a d. gerinc és a Kriván-domb (Kopa) között fekszik a Belanszkó-völgy, a Kriván-domb (Kopa) és a Kis-hát (Grunik) közt egy névtelen oldalvölgy, a dny. és a ny. gerinc között a Rút-szakadék, a ny. és az ény. gerinc között a Katlan-völgy.
A Kriván egyike a Tátra leghíresebb kilátóhegyeinek. Szédületes a letekintés róla a Nefcer- és Kapor-völgybe és érdekes látványt nyújt látványt az átellenben húzódó Hrubo-gerinc szaggatott toronysora. Különösen megkapó az ellentét a Ny felé elterülő Nyugati-Tátra nyugodt körvonalú hegysora és a Tátrának keletre végtelen egymásutánban tornyosuló vad sziklatengere közt.

## Történelem

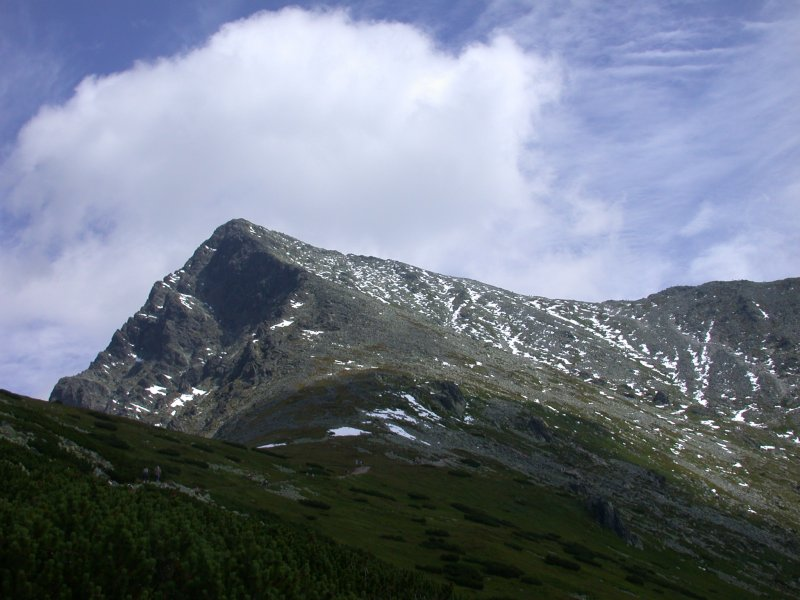
Kriván

A Krivánnak történelmi múltja is van. Mátyás király korában aranyat bányásztak rajta. A bányákat 1788-ban zárták be. A tárnák magasan fent a D. gerinc Ny. és a Kriván-vállak (Priehybák) északi oldalán voltak. 
1840. augusztus 4-én Frigyes Ágost szász király is felkereste a csúcsot. Ennek emlékére 1841-ben a csúcson vasoszlopot állítottak, amelyet azonban az idők folyamán – az akkori hivatalos jelentés szerint a pánszlávok – teljesen szétromboltak.
A Kriván első ismert megmászója Czirbesz András, aki 1773. augusztus 3-án járt a csúcson, de valószínű, hogy a bányászok már korábban is jártak a csúcson.
Kriván a szlovákok szimbóluma, nemzeti hegye és zarándokhelye, számos irodalmi mű témája stb. Nevét megdőlt, görbe, ferde, kajla alakjáról kapta, és több nyelvészeti kísérlet ellenére minden más nyelvben megmaradt. Ilyen volt például a Görbehegy, Görbeszarv, Görbefi, Marhafark magyar, valamint a német Krummhorn, Rindschweif kifejezések – ezek mind egyedi próbálkozások, tartós eredmény nélkül. A szlovák elnevezés értelmét leghűbben a Kajla, Kajsza elnevezés adná vissza. A lengyelek is átvették a szlovák eredetit és Kriwan-nak nevezik, annak ellenére, hogy lengyelül krzywy=görbe, csak a gorálok nevezik Krzywan-nak.
A Krivánt már a legrégibb tátrai irodalomban is emlegetik. Fröhlich Dávid Medulla… (1639) és Viatorum… (1644) című műveiben a 21 földrajzi elnevezés között szerepel a nép által Kriwannak nevezett cauda bubula, azaz meggörbült szarv.
Ami az új német elnevezést illeti, Dr. Lipták János a Die Karpathen folyóiratban (1935, IV, füzet, 76. o.) a következőket írja: In der Krivan-Frage ist mir recht wohl bekannt, dass "cauda" Schweif heisst, es ist mir aber auch bekannt, das dasselbe Wort auch "Krümmung" bedeutet und so muss ich auch meiner Uebersetzung "Ochsenhorn" beharren. Dies umso mehr, als mir Frölich selbst recht gibt, der bei seiner Tatrabeschreibung das "Auershorn" anführt.
Grósz Alfréd a Krummhorn elnevezést javasolta.
A csúcs 1600-1700 méter relatív szintkülönbséggel emelkedik a Vázseci-síkság fölé. E kivételes helyzete miatt sokáig a Tátra legmagasabb csúcsának tartották. J.E. v. Fichtel, a Kárpátok kiváló ismerője 1791-ben megjelent művében (Mineralogische Bemerkungen von der Karpathen, Bécs 1791) a Krivánt 2000 ölre (3783 m) becsülte és "Ausztria" legmagasabb csúcsának tartotta. Hacquet 1793-ban végzett barometrikus mérései alapján 1231 öl (2334 m) magasságúnak tartja. C.A. Zipser több mint 20 év múlva (Versuch eines topographisch-mineralogischen Handbuches von Ungarn, Sopron 1817) még mindig kételkedik Hacquet méréseiben, és az előbbi adatot tartja valószínűbbnek.

Panoráma a csúcsról

## Érdekesség
A Szlovák Nemzeti Bank által 2005-ben hirdetett nyilvános szavazás eredményeképpen a Kriván képe került a 2009. január 1-jén bevezetett szlovák euró 1, 2 és 5 centes érméinek hátoldalára.